# マティアス・ピンチャー
マティアス・ピンチャー（Matthias Pintscher、1971年1月29日 - ）は、ドイツの現代音楽作曲家、指揮者。

## 略歴
1971年、ドイツのノルトライン＝ヴェストファーレン州 マール生まれ。ギーゼルヘル・クレーベ（en:Giselher Klebe）とマンフレート・トロヤーン（de:Manfred Trojahn）に作曲を学ぶ。その後、ヘンツェとの出会いによって才能を開花させた。
20代前半から数々のコンクールで入賞を重ね、ヘンツェ賞、モナコ・ピエール皇太子作曲賞など多数受賞している。
リーム、ラッヘンマン、フラー、ファーニホウなどからの影響が認められるが、特殊奏法を多用し音色パラメータをコントロールして点描的で微細な音像を作っていく点ではラッヘンマンの影響が最も大きいと言える。
ドイツ70年代生まれを代表する一人として認知されつつある。また演奏の機会にも恵まれ、すでに多くの録音が出ている。
作品は室内楽を中心にベーレンライターより出版されている。
2013年9月より2022年までアンサンブル・アンテルコンタンポランの音楽監督、2024年からカンザスシティ交響楽団の音楽監督を務める。
2021年8月には、サントリーホールサマーフェスティバルのテーマ作曲家となっている。

## 主要作品

### 室内楽曲
- Figura Ⅰ（1998年）- 弦楽四重奏とアコーディオン
- Figura Ⅱ（1998年）- 弦楽四重奏

### 管弦楽曲
- オシリスに向かって Towards Osiris （2005年）
- オシリス Osiris（2008年）
- 河［ネハロート］(サントリーホール国際作曲委嘱シリーズ2021)

### オペラ
- Thomas Chatterton（1998年）
- L'espace dernier（2004年）

### 歌曲
- Lieder und Schneebilder（2000年／2001年）